# ヒンドゥー教の宗派
ヒンドゥー教の宗派には、主に以下の4つがある。
- ヴィシュヌ派（ヴァイシュナヴァ, Vaiṣṇava）
- シヴァ派（シャイヴァ, Śaiva）
  - シャクティ派（性力派, シャークタ派）
- スマルタ派

一般的には、ヴィシュヌ派とシヴァ派がヒンドゥー教の二大宗派として言及されるが、シヴァ派から派生したシャクティ派や、シャンカラの不二一元論を基軸とした綜合的信仰教派であるスマルタ派も、勢力としては比較的小さいながら並び称される。

## ヴィシュヌ派
ヴィシュヌ派（ヴァイシュナヴァ, Vaiṣṇava）は、ヴィシュヌ及びその化身（アヴァターラ）を、最高神として崇拝する。